# Viṣṇuvardhana
Viṣṇuvardhana, con grafia inglese Vishnuvardhana (in kannaḍa ವಿಷ್ಣುವರ್ಧನ; 1108 – 1152), è stato un sovrano dell'Impero Hoysala localizzato nell'odierno stato indiano del Karnataka.
Viṣṇuvardhana pose le prime pietre per il consolidamento dell'Impero Hoysala nell'India meridionale attraverso una serie di battaglie contro i Chola e l'Impero Chalukya occidentale. Gli storici ritengono che i feudatari Hoysala guadagnarono lo status di regno a partire da questo sovrano.

## Conquiste
Lavorò a stretto contatto con il fratello maggiore Veera Ballala I in materia di amministrazione e nelle campagne militari. Fra le principali conquiste di Viṣṇuvardhana, la prima fu il territorio controllato dai Chola di Gangavadi nel 1116, oggi parte importante del Karnataka meridionale. Il generale che strappò questo territorio ai Chola fu Gangaraja.
Assunse il titolo Talakadugonda e Veera Ganga, coniò monete con questi titoli e costruì il tempio di Kirthinarayana a Talakad in onore delle sue vittorie. Un epitaffio Hoysala rileva che Viṣṇuvardhana bruciò la città Gangavadi di Talakad e nelle acque del fiume Kaveri vennero gettati i cadaveri dei nemici.
Dopo la sua vittoria contro i Chola, Viṣṇuvardhana procedette in direzione sud-est, verso Kolar, catturando la città. Alcuni dati indicano che si diresse più ad est, in territorio tamil, per sconfiggere i Kongalva, i Chengalva e il sovrano Irungola dei Nidugal Chola. Conquistò Kanchi e Rameshwaram ai Pandya nella battaglia di Dumme. Assunse il titolo di Nolambavadigonda nel 1117, coniando monete con questo titolo.
Gli Hoysala sconfissero il re Vikramaditya VI dei Chalukya a Kennagala nel 1118, e a Hallur nel 1120. Viṣṇuvardhana catturò il forte di Hanagal. Dopo la morte di Vikramaditya VI nel 1126, recuperò i territori di Hanagal, Uchchangi, Bankapura e Banavasi.
Verso la fine della sua vita, Viṣṇuvardhana aveva annesso molti territori, ed anche se non pienamente in grado di conquistare l'India meridionale appartenuta ai Chalukya, Viṣṇuvardhana fu in grado di fondare un vero e proprio regno, gettando le basi per le conquiste dei suoi successori, come Veera Ballala II e Veera Ballala III.
Vi è controversia sull'anno della morte di Viṣṇuvardhana. Anche se alcuni storici affermano che egli visse fino al 1152, prove documentate da Yalladahalli dimostrano come il suo figlio più giovane Narasimha I fosse già re nel 1145. La scomparsa di Viṣṇuvardhana è fissata nel 1141, per altri studiosi.